# Ga Yangjae Citizen's Forest
Ga Yangjae Citizen's Forest (Tiếng Hàn: 양재시민의숲역, Hanja: 良才市民의숲驛) là ga tàu điện ngầm trên Tuyến Shinbundang ở Yangjae-dong, Seocho-gu, Seoul, Hàn Quốc. Đây là ga nằm ở cực nam của Gangnam-daero và Yeouicheon (Yeomgokcheon), và bắt đầu hoạt động vào ngày 28 tháng 10 năm 2011. Nó được kết nối với Ga Yangjae bằng đường hầm dưới nước Yangjaecheon.

## Bố trí ga
| Yangjae ↑      |
| \| S/B         |
| ↓ Cheonggyesan |

| Hướng Bắc | ● Tuyến Shinbundang | ← Hướng đi Sinsa      |
| Hướng Nam | ● Tuyến Shinbundang | → Hướng đi Gwanggyo → |

## Lối ra
- Rừng công dân
- AT Center
- Giao lộ Yeomgok
- Đường hầm Yeomgok
- Hướng đi Yeomgok-dong
- Hướng đi Juam-dong, Gwacheon-si
- Heolleung-ro
- Yangjae IC trên Đường cao tốc Gyeongbu
- Trường trung học Eonnam
- Trạm cứu hoả 119 Yangjae